# ماري لاين
ماري لاين (بالفرنسية: Marie Line)‏ هي مغنية مؤلفة ومغنية فرنسية، ولدت في القرن العشرين في سانت رافاييل في فرنسا.

## وصلات خارجية
- الموقع الرسمي